# Chantrans
Chantrans ist eine französische Gemeinde mit 385 Einwohnern (Stand: 1. Januar 2022) im Département Doubs in der Region Bourgogne-Franche-Comté.

## Geographie
Chantrans liegt auf 637 m über dem Meeresspiegel, etwa sieben Kilometer südlich von Ornans und 23 Kilometer südsüdöstlich der Stadt Besançon (Luftlinie). Das Dorf erstreckt sich im Jura, auf dem Plateau von Amancey, das sich zwischen den Tälern von Loue und Lison ausdehnt, im Quellgebiet eines Seitenbachs des Ruisseau de Borneille, dessen Erosionstal am westlichen Ortsrand seinen Anfang nimmt.
Die Fläche des 14,31 km² großen Gemeindegebiets umfasst einen Abschnitt des französischen Juras. Der Hauptteil des Gebietes wird vom Plateau von Amancey eingenommen, das durchschnittlich auf 650 m liegt und überwiegend von Wiesland bestanden ist (Les Prés de Chantrans). Es steigt gegen Süden und Südosten leicht an. Auf einer bewaldeten Kuppe nördlich von Amathay-Vésigneux wird mit 693 m die höchste Erhebung von Chantrans erreicht. Das Plateau besitzt keine oberirdischen Fließgewässer, weil das Niederschlagswasser im verkarsteten Untergrund versickert.
Nach Norden erstreckt sich das Gemeindeareal in das Quellgebiet verschiedener Zuflüsse der Loue. Es sind dies der Ruisseau de Borneille im Nordwesten und der Ruisseau de Leugney mit seinen Seitenbächen im Norden. Durch die tief eingeschnittenen Erosionstäler wird das Plateau, das hier hauptsächlich von Wald bedeckt ist, untergliedert. Die Gemeindegrenze verläuft im Norden und Nordosten meist oberhalb des Steilabfalls zu den Seitentälern der Loue.
Nachbargemeinden von Chantrans sind Ornans und Montgesoye im Norden, Châteauvieux-les-Fossés und Longeville im Osten, Amathay-Vésigneux und Reugney im Süden sowie Silley-Amancey im Westen.

## Geschichte
Chantrans wird im Jahr 1235 als Pfarrei urkundlich erwähnt. Im Mittelalter gehörte der Ort zur Herrschaft Châteauvieux. Zusammen mit der Franche-Comté gelangte das Dorf mit dem Frieden von Nimwegen 1678 an Frankreich. Heute ist Chantrans Mitglied des Gemeindeverbandes Loue-Lison.

## Sehenswürdigkeiten

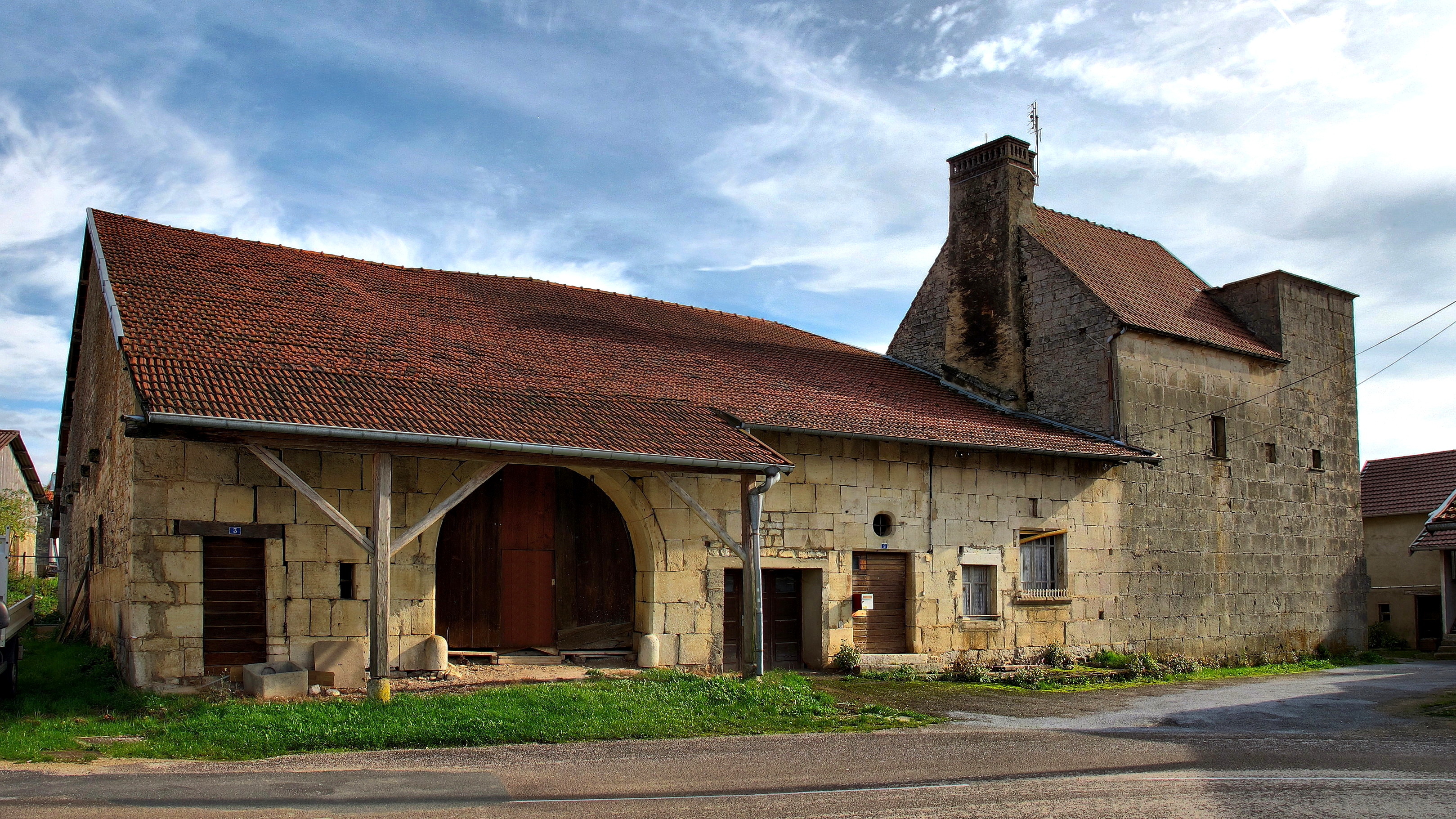
Ehemaliges Bauernhaus, Monument historique

Die dreischiffige Pfarrkirche Notre-Dame de l’Assomption wurde zu Beginn des 16. Jahrhunderts im gotischen Flamboyantstil an der Stelle eines mittelalterlichen Vorgängerbaus neu erbaut. Ein quadratischer Turm stammt aus dem 13. Jahrhundert. Im alten Ortskern sind zahlreiche Bauernhäuser im charakteristischen Stil des Haut-Doubs aus dem 18. bis 19. Jahrhundert erhalten.

## Bevölkerung
| Jahr                       | 1962 | 1968 | 1975 | 1982 | 1990 | 1999 | 2006 | 2016 |
| Einwohner                  | 316  | 271  | 240  | 292  | 298  | 319  | 363  | 399  |
| Quellen: Cassini und INSEE |      |      |      |      |      |      |      |      |

Mit 385 Einwohnern (1. Januar 2022) gehört Chantrans zu den kleinen Gemeinden des Départements Doubs. Nachdem die Einwohnerzahl in der ersten Hälfte des 20. Jahrhunderts markant abgenommen hatte (1886 wurden noch 501 Personen gezählt), wurde seit Mitte der 1970er Jahre wieder ein kontinuierliches Bevölkerungswachstum verzeichnet.

## Wirtschaft und Infrastruktur
Chantrans war bis weit ins 20. Jahrhundert hinein ein vorwiegend durch die Landwirtschaft (Ackerbau, Viehzucht) und die Forstwirtschaft geprägtes Dorf. Daneben gibt es heute einige Betriebe des lokalen Kleingewerbes, darunter ein Unternehmen des Baugewerbes und mechanische Werkstätten. Mittlerweile hat sich das Dorf auch zu einer Wohngemeinde gewandelt. Viele Erwerbstätige sind Wegpendler, die in den größeren Ortschaften der Umgebung ihrer Arbeit nachgehen.
Die Ortschaft liegt abseits der größeren Durchgangsstraßen an der Departementsstraße D492, die von Ornans nach Salins-les-Bains führt. Eine weitere Straßenverbindung besteht mit Sombacour.